# Ursa
URSA wurde 2003 durch Fusion der ehemaligen Dämmstoffsparte der Pfleiderer und Poliglas als Tochtergesellschaft der spanischen Uralita Gruppe gegründet, und ist der drittgrößte Dämmstoffhersteller in Europa mit seinem Hauptsitz seit 2006 in Madrid. Im Rahmen der Übernahme wurde auch in Österreich die ehemalige Tochtergesellschaft Pfleiderer Dämmstofftechnik AT GmbH in die URSA Dämmsysteme Austria GmbH umbenannt und dadurch die erste nationale Gesellschaft der Unternehmensgruppe in der Alpenrepublik gegründet. In Deutschland wurde der Unternehmensname URSA Deutschland GmbH mit Sitz Leipzig eingeführt.
Das Unternehmen verfügt über neun Glaswolle-Werke in 9 Ländern, mit einer Jahresproduktion von etwa 260.000 t und vier Produktionsstätten für extrudierte Polystyrol-Hartschaumplatten (XPS), deren Jahresleistung bei etwa 1,35 Mio. m³ liegt, und in über 25 Ländern vertrieben.

## Geschichte Pfleiderer Dämmstoffe
Die ehemalige Pfleiderer Dämmstoffsparte entstand seit 1991 aus den Übernahmen der Held Dämmstofftechnik GmbH in Wesel, der Novoterm in Novo mesto (Slowenien) und Isoglass in Waregem (Belgien). Weiterhin wurde in Delitzsch (Sachsen) ein neuer Produktionsstandort errichtet und in Tschudowo (Russland) ein weiterer übernommen und erweitert. 1999 wurden im polnischen Dąbrowa Górnicza und ungarischem Salgótarján und mit der Firma Detlev Rave (53° 34′ 1,53″ N, 9° 55′ 7,74″ O) in Hamburg weitere Standorte erworben bzw. erweitert. Die Eröffnung und Inbetriebnahme der Produktionsstätte in Serpuchow (Russland) im Jahr 2002 stellte die letzte Etappe der Expansion dieser Unternehmenssparte dar, bevor sich Pfleiderer zum Jahr 2003 unternehmerisch neu ausrichtete und sich von seiner Unternehmenssparte trennte.

## Geschichte Poliglas
Poliglas wurde 1949 in Barcelona als Hersteller für Lichtkuppeln und -bänder gegründet und produziert seit 1959 Dämmstoffe, zunächst jedoch überwiegend expandiertes Polystyrol (EPS). 1973 kommen eine Produktionsstätte für EPS in Madrid und 1976 eine weitere in Sevilla hinzu. 1974 wird in der Nähe von Tarragona mit der Produktion von Glaswolle begonnen. Seit 1983 expandierte das Unternehmen auch in Westeuropa, indem es eine Gesellschaft in Frankreich gründete. 1987 wird in Tarragona auch mit der Produktion von XPS begonnen. Ab 1988 gehört das Unternehmen zur Uralita Gruppe und gründet 1992 in Italien, 1993 in Deutschland, 1997 in Ungarn, sowie 1999 in England weitere Auslandsgesellschaften. Ebenfalls 1999 wird der letzte französische Glaswollehersteller Fibraver übernommen. Das Unternehmen errichtet daraufhin in Saint-Avold (Frankreich) und Bondeno (Italien) weitere Produktionsstandorte.

## Produkte
Zu den Kernprodukten des Unternehmens gehören Mineraldämmstoffe wie Glaswolle, Hartschaumdämmstoffe wie extrudiertes Polystyrol (XPS) und Produkte für die Steildachdämmung, wie z. B. Folien.

## Mitgliedschaften in Deutschland
Ursa ist Mitglied des Bundesverband energieeffiziente Gebäudehülle und des Fachverbandes Mineralwolleindustrie e.V.